# Cimahi
Cimahi es una ciudad ubicada en la provincia de Java Occidental, Indonesia. Cubre un área de 40.37 km 2 y tenía una población en el censo de 2010 de 541.177 y en el censo de 2020 de 568.400. La ciudad es un importante productor textil y alberga varios centros de entrenamiento militar.

## Geografía
Cimahi, ubicado 180 km al sureste de Yakarta, está situado entre Bandung y West Bandung Regency. Cimahi comprende tres distritos (kecamatan), que a su vez se subdividen en quince aldeas urbanas (kelurahan). Su elevación más baja es de 685 metros (2247,4 pies) sobre el nivel del mar y se dirige al río Citarum. Su elevación más alta es de 1040 metros (3412,1 pies) sobre el nivel del mar, que forma parte de la ladera del monte Tangkuban Perahu y Burangrang. El río Cimahi atraviesa la ciudad y Cimahi también tiene dos manantiales, llamados Cikuda y Cisontok.

## Historia
El nombre Cimahi se tomó del río Cimahi que atraviesa la ciudad. La palabra se originó en el idioma sundanés y literalmente significa "suficiente agua". Los residentes de Cimahi obtienen su suministro de agua del río.
La prominencia de Cimahi aumentó en 1811, cuando el gobernador general Herman Willem Daendels construyó la Great Post Road. Se construyó un puesto de control, conocido como Loji, en la plaza Cimahi. Entre 1874 y 1893, se construyó la estación de tren de Cimahi y un ferrocarril que conecta Bandung y Cianjur. La construcción de centros de entrenamiento militar y otros edificios militares se inició en 1886. Cimahi recibió el estatus de distrito en 1935. En 1975, Cimahi se convirtió en la primera ciudad administrativa en Java Occidental y la tercera en Indonesia. Luego, a Cimahi se le otorgó el estatus de ciudad.